# Nikolaus Eisenberg
Nikolaus Eisenberg (* um 1420 in Eisenberg (?); † nach 1482 in Leipzig (?)) war ein deutscher Maler, der besonders durch seine Glockenritzzeichnungen bekannt wurde.

## Leben
Nikolaus Eisenberg, dem Namen nach aus Eisenberg in Thüringen stammend, wurde erstmals namentlich erwähnt, als er 1446 für die Kirche des ehemaligen Franziskanerklosters in Zeitz, dem er als Mönch angehörte, ein Altarbild malte, auf dessen Rückseite Maler und Entstehungsjahr verzeichnet waren. Das Bild ist nicht erhalten.
Für die Zeit von 1452 bis 1482 ist er in Leipzig nachweisbar. Damit ist er der früheste namentlich bekannte Maler in Leipzig. Sein Name stand am Glockenschmuck der 1452 gegossenen Glocke Osianna der Leipziger Nikolaikirche. Die Ritzzeichnung einer Glocke in Elstertrebnitz südlich von Leipzig unterzeichnete er mit 1460 mit „Niclaus eysenberg moler zu Leypck hat diß“ (Bilder gerissen unterblieb aus Platzmangel).
1465 erwarb er ein Haus an der Peterskirche. Im gleichen Jahr ließ er sich an der Leipziger Universität immatrikulieren, wohl um unter deren Gerichtsbarkeit zu kommen. Im Kriegsfalle hatten Hausbesitzer Waffen und Ausrüstung zu stellen. Für Eisenberg wurden 1466 dazu aufgeführt: „eine Armbrust, ein Hut (wohl Helm gemeint), ein Schild und ein Koller“. Gemäß einem Türkensteuerbuch von 1481 hatte er, wiederum als Hausbesitzer, sieben Groschen dieser Steuer zu entrichten.
Während seiner Leipziger Zeit führte Eisenberg Glockenritzungen in Panitzsch, Merseburg und an der Leipziger Thomaskirche aus. Das Stadtgeschichtliche Museum Leipzig besitzt zwei aus der Nikolaikirche stammende Tafelbilder, die wegen der Ähnlichkeit der Personengestaltung mit den Glockenritzungen Nikolaus Eisenberg zugeschrieben werden. Es gibt aber auch Zweifel an dieser Zuschreibung.
Für den Rat der Stadt führte er Bemalungen und Vergoldungen an städtischen Gebäuden (Rathaus, Tuchhaus) aus. Die letzte verzeichnete Aktivität dieser Art erfolgte 1482.

## Werke

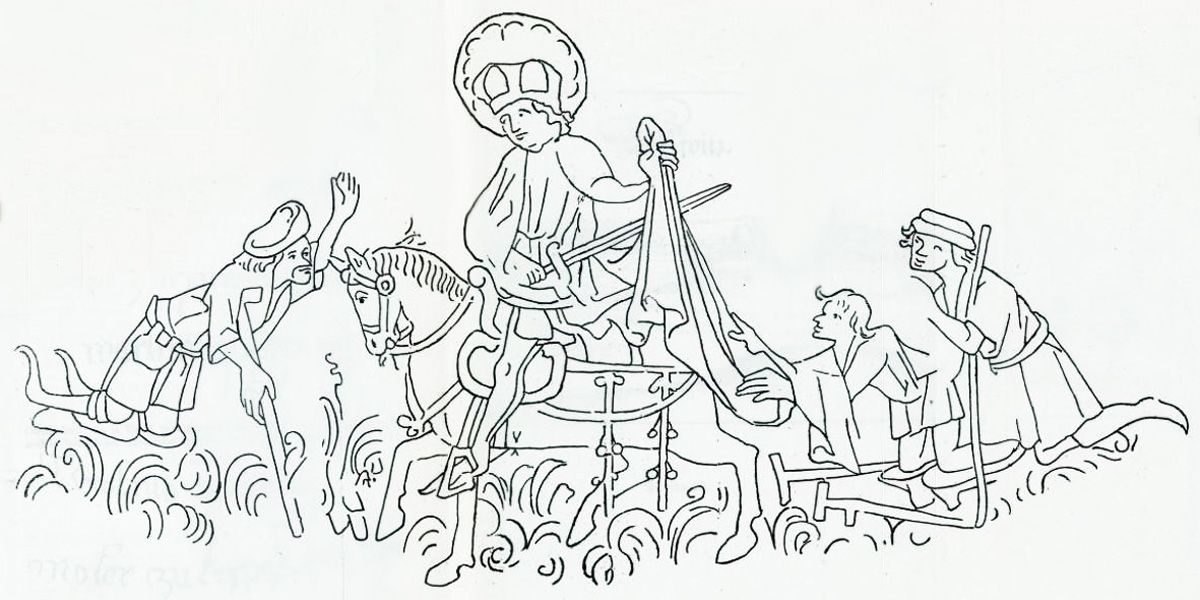
St. Martin – Glockenritzzeichnung in Elstertrebnitz

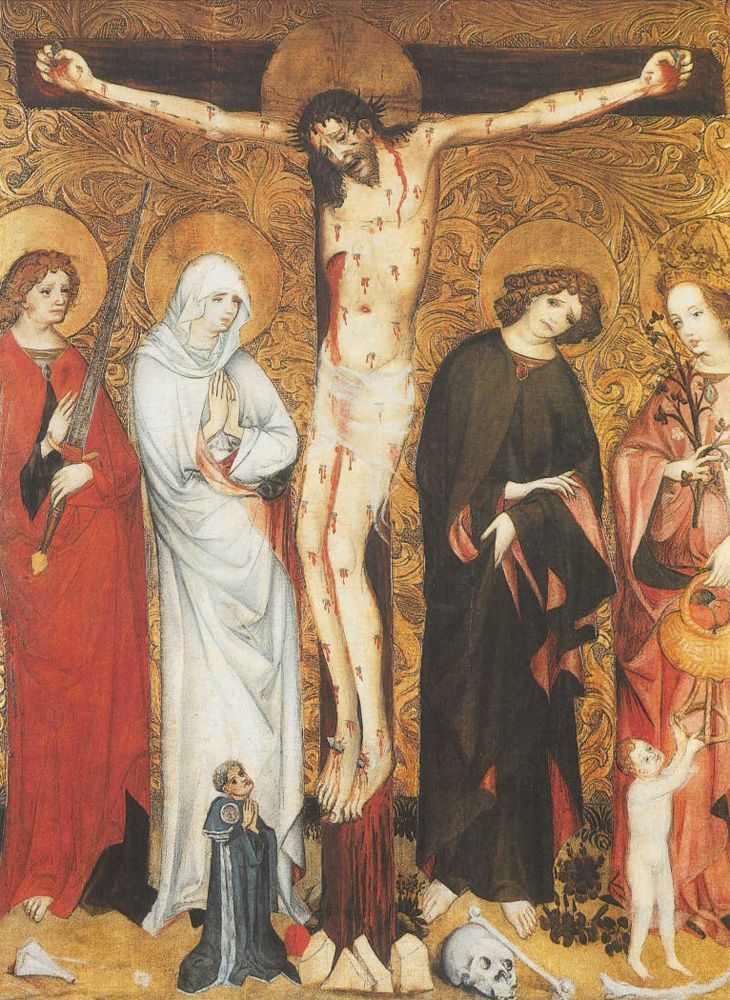
Tafelbild Kreuzigung

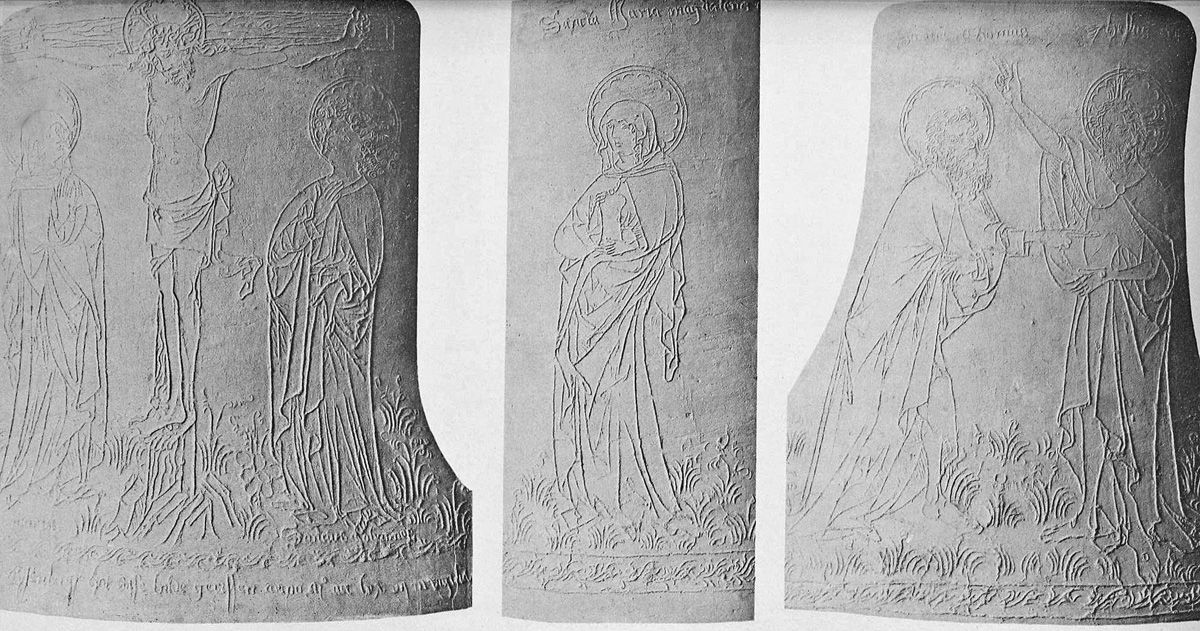
Die Ritzzeichnungen an der Gloriosa der Thomaskirche Leipzig

- 1446: Altarbild in der Kirche des ehemaligen Franziskanerklosters in Zeitz (nicht erhalten)
- 1452: Glockenschmuck an der Glocke Osanna der Nikolaikirche in Leipzig. Die Glocke erlitt 1633 einen Kriegsschaden und wurde umgeschmolzen.
- 1458: Ritzzeichnungen an der Glocke Quarta im Merseburger Dom.
- 1459: Ritzzeichnungen einer der Glocken der Kirche Panitzsch nordöstlich Leipzigs mit Darstellungen einer Kreuzigungsgruppe, des heiligen Martin und des mit dem Drachen kämpfenden Erzengels Michael.[4]
- 1460: Ritzzeichnungen einer der Glocke in Elstertrebnitz mit Darstellungen einer Kreuzigungsgruppe und des heiligen Martin, heute im Museum für Kunsthandwerk Dresden[5]
- nach 1460: Zwei Tafelbilder jeweils mit Kreuzigung mit Maria und Johannes sowie zwei unterschiedlichen Heiligen. Ehemals Nikolaikirche, jetzt Stadtgeschichtliches Museum Leipzig. (Zuschreibung)[6]
- 1463: Wandmalereien in der Delitzscher Stadtkirche „St.-Peter-und-Paul“[7]
- 1470: Ritzzeichnungen an der Gloriosa der Thomaskirche mit Kreuzigungsgruppe, Maria Magdalena, und dem ungläubigen Thomas